# 马腾 (明朝)
马腾（1499年—1570年），字伯良，号德斋，直隶保定府新城县人。明世宗时期的尚衣监掌印太监、都知监掌印太监。死后由张居正为他撰写墓志铭。

## 生平
弘治十二年（1499年），出生。
正德十六年（1521年），被选为乾清宫的近侍。
嘉靖元年（1522年），朱厚熜登基为帝后，获得提拔重用。
嘉靖二十四年（1545年），听命跟随皇帝入朝，负责捧剑。
嘉靖二十五年（1546年），为宝钞司掌印太监。
嘉靖二十七年（1548年），参与神机营军务。
嘉靖二十九年（1550年），为针工局掌印太监。
嘉靖三十年（1551年），负责祭天的礼仪活动。
嘉靖三十六年（1557年），为供用库掌印太监。
嘉靖三十七年（1558年），叔父司设监掌印太监马松轩去世，上奏回乡安葬。
嘉靖三十八年（1559年），为尚衣监、都知监掌印太监，管理勇营的事务。
隆庆四年（1570年），去世。

## 亲属
- 父：马虎
- 母：王氏
- 叔：马松轩